# 警笛

日本の道路標識「警笛鳴らせ」

警笛（けいてき）は、交通機関等で自らが近づくことを他の通行対象に知らせるための音（警告音）またはそれを発する保安用具。
自動車や鉄道車両、船舶等において警告音を発する装置は警音器（けいおんき）ともいう。特に自動車では一般にクラクション（klaxon）やホーン（horn）と呼ぶ。
このほか、警察官が警告時などで用いるホイッスル（呼子笛）も警笛という（ホイッスルまたは呼子笛を参照）。

## 名称

### 自動車
「クラクション」(Klaxon) は多くの国で自動車用ホーン全般を意味するが、元は電気機械式ホーンの商品名である。鋼製の回転部品の衝突により「awooga」「ah-oo-gah」などと表現される独特の音を出す。自動車・オートバイ・鉄道車両・船舶・潜水艦などに使われたが、電磁式や電子式ホーンに取って代わられた。
クラクションの機構は、アメリカの発明家ミラー・ハチソンが1908年に特許を取得した。ニューアークの自動車部品メーカー The Lovell-McConnell Manufacturing Co. が製品化し、その年のうちに自動車やオートバイに搭載された。その際、創業者でもある  Franklyn Hallett Lovell Jr. が古代ギリシア語の κλάζω（klazō、甲高い声を出す）から Klaxon と造語した。
自動車の国際基準であるUN/ECE規則では警音器はAudible Warning Devicesと称する。

### 船舶
船舶では汽笛（きてき）という。ちなみに「霧笛」とは、船舶の汽笛による霧中信号を指すこともあるが、正式には霧信号所による音波信号のことである。

### 鉄道車両
鉄道車両では蒸気で吹鳴するものを汽笛、圧縮空気で吹鳴するものは空気笛（または空笛）と称する。これらはホイッスルとも呼ばれるが、これは1836年にアメリカの蒸気機関車に初めて汽笛を取り付けたジョージ・ホイッスラーの名前に由来する。

## 自動車
自動車では「クラクション」または「ホーン」と呼ばれることがある。ホーンスイッチ部のトランペットマークから俗にラッパとも。
警笛を鳴らすためには警笛用のスイッチを操作する。警笛用スイッチは運転中に手の届く範囲に設置されており、大抵はステアリングのどこかに取り付けられている。警笛用のスイッチは、操作している間のみ通電し電気的・電磁的に音を発生させ続けるものが主流である。通常、取付位置はボンネット内先頭部に取り付けられている。不協和音を出すことにより危険を回避するものである。また、取り付け位置を大規模に衝突させたり、車両火災が発生した場合に回路が残存している場合、バッテリーが切れたり回路が焼け切れる、あるいは措置をするまで鳴動し続けることがある。
本来は危険防止のために使用する警音器であるが、防犯上などのため安全装置の作動として警音器が鳴ることもある（後述）。
日本では1930年(昭和5年）に宮本喇叭製造所（現在の宮本警報器）の電気ホーン国産化により軍用車に採用されたのが始まりである。

### 装備に関する基準

#### 欧州
国連欧州委員会（UN/ECE）の多国間協定である自動車の構造及び装置に関する規則（UN/ECE規則）には127の項目があり（2010年2月現在）、そこには警音器（警音器はAudible Warning Devices）の項目もある。1995年からは欧州域外からの参加も可能となっている。日本では2009年までに約40項目でUN/ECE規則が国内基準として採用されている。

#### 日本
日本では、道路運送車両法第41条（自動車の装置）第14項にて、国土交通省令で定める基準に適合するものでなければ設置し使用することができない旨が定められている。原動機付自転車においても、道路運送車両法第44条（原動機付自転車の構造及び装置）にて自動車の場合と同様の取り決めがなされている。
さらに、道路運送車両の保安基準第43条（警音器）の第1項において自動車（ただし、被牽引自動車は除く）は警音器を備えなければならないと規定されている。また、同条2項および3項にて警笛の音量や音色について規定されており、告示で定める基準に適合するものでなければならないとされている。
車検の際は警笛のスイッチを示すホーンのマークが存在しないと合格できない（手書きのラッパマークや、正露丸のものでも警笛の一部として認められる）。

### 使用に関する基準

#### 日本

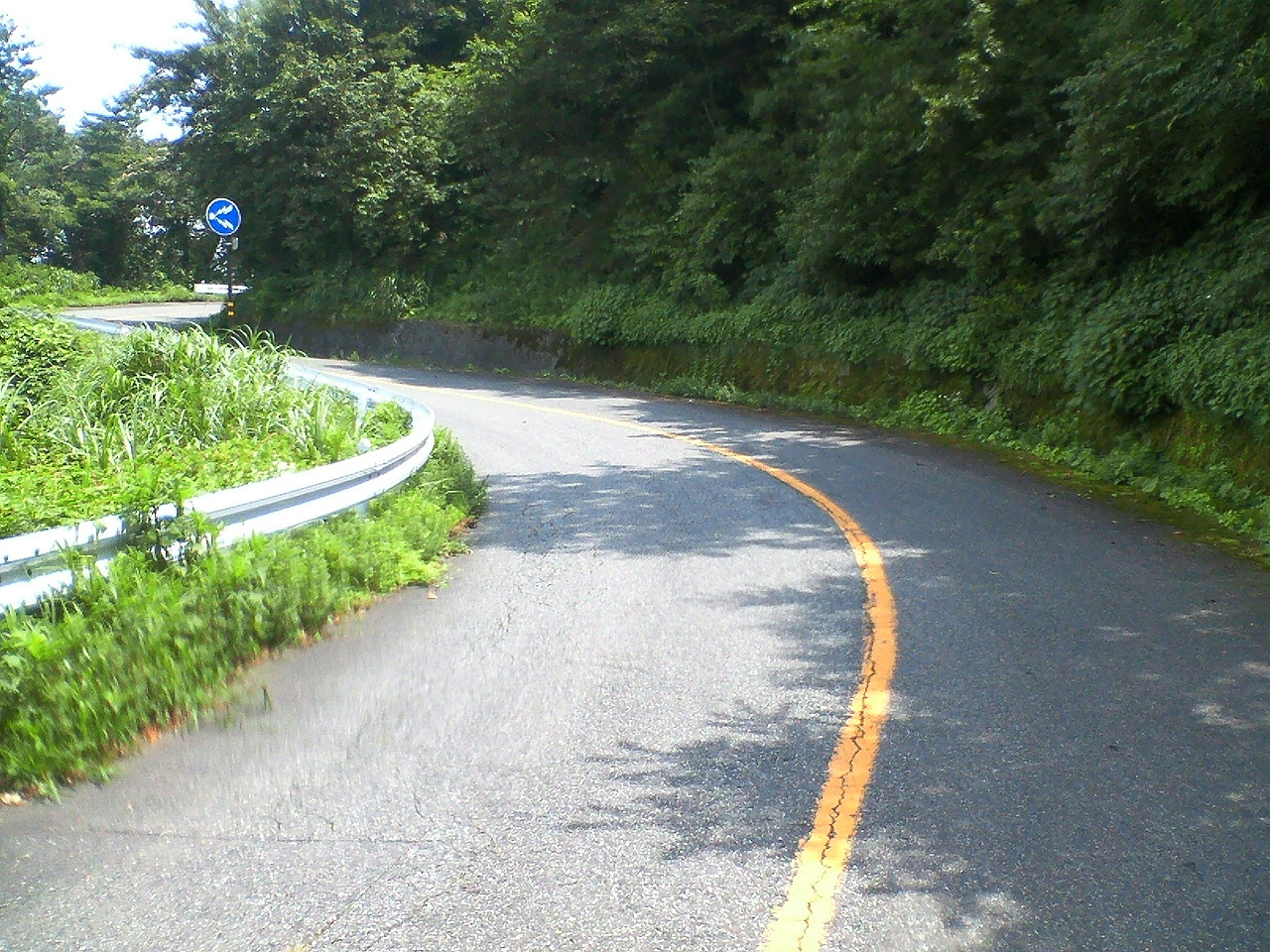
警笛区間の規制標識の設置例

道路交通法第54条（警音器の使用等）第2項で規定されている通り、道路交通法第54条第1項各号で示されている警笛区間を通行する際には必ず使用しなければならず、それ以外の場合においては危険を防止するためにやむをえない場合以外には使用してはならない。これに違反した場合の罰則が同法第121条第1項第7号で規定されており、2万円以下の罰金または科料に処するとされている。
このような制限や罰則があるのは、警笛のみだりな使用が騒音の原因となるほか、本当に危険な場合との区別が付かなくなるなどの問題があることによる。
ただし、例外として旅客自動車運送事業運輸規則第50条第2項第2号では、路線バスや観光バス等の運転者の遵守事項として「発車の直前に安全の確認ができた場合を除き警音器を吹鳴すること」と規定し、バス停等からの発車の際の、出発合図として吹鳴義務を定めている（観光バスの運転手がよく行なっているのを見かける事がある）。
自動車の場合、警笛に端を発するトラブルが発生することもあり、傷害事件や殺人事件に発展してしまった事例もある。後者としては1977年（昭和52年）に東大阪市で相手に射殺された事件と、2011年（平成23年）に大阪市交通局の職員（警笛を鳴らした運転手とは別人）が殺害された事件がある。

##### 違反となる使用例
- お礼や挨拶でクラクションを鳴らす行為（サンキュークラクション、サンキューホーン）[18][16]
- 前を走る車が遅い時にクラクションを鳴らす行為[16]
- 青信号になっても動かない車に合図としてクラクションを鳴らす行為[16]

#### インド
インドではクラクションの音が都市生活における環境音の1つになっているとさえいわれており、デリーでは騒音公害の70％がクラクションによるものである。
法律上、病院や学校、信号機付近などはクラクションの禁止区域となっているほか、交通渋滞中にクラクションを鳴らす行為も禁止されており、罰金が定められているものの実際に科せられる例はほとんどないという。
対策も検討されており、例としてムンバイの主要交差点では、クラクションによる騒音が85デシベルを超えると赤信号の待ち時間がリセットされる信号機を、2019年より試験的に導入している。

### 安全装置等による作動
近年では、防犯面および小児の車内放置死亡事故対策として、車両ドアロックを窃盗目的でこじ開けるなど不正解錠した場合、施錠後にエンジンフードやトランクリッドが開けられた場合予備キーなどリモコンキー以外で解錠して一定時間内にエンジンを始動しない場合、ドアロックされた後に運転席以外の部分で車両の内部振動を感知したり、車内側でドアロックが解除された場合、など、車両機器の不正操作などを起こした場合などに、15秒ないし30秒間、断続的に鳴動する機構を備えた車両も増加している。
また、箱型トラックの荷台に取り残され施錠されると、過失の有無にかかわらず脱出する術がなくなるため、安全対策として荷台後部にドアチャイム部品などの押しボタンを装備し、万一の取り残しの際に取り扱うと車両前部の警笛が鳴動する機構になっている。

### 自動車用ミュージックホーン
自動車用品として、警笛でメロディを奏でるミュージックホーンが存在する。これは内部の円盤にスリットを刻み、モーターやエア圧で回転させることで音階の違うホーンを吹き分けて演奏する仕組みである。stebel社はゴッドファーザー 愛のテーマやラ・クカラーチャ、fiamm社も同様の仕組みの製品を製造しており、製品ごとに様々な曲目が存在した。磁気テープや半導体メモリを使用した鉄道用ミュージックホーン（後述）とは異なり、動作時に円盤の回転に遅れが出るとリズムが狂う欠点がある。
日本では昭和45年12月の保安基準改正により警音器の音は音量、音色が一定した連続音と定められた。これにより公道上での使用は違法となり、三連や五連のホーンは暴走族のアイテムとなった。

## 鉄道車両
鉄道車両における警笛の概要を以下に述べる。

### 日本の鉄道車両

#### 吹鳴方法
通常、電車および気動車の空気笛は、運転台の足元にあるペダルを踏むことによって吹鳴できる。左や中央にもペダルがある場合は右のペダルが警笛用で、左や中央のペダルは通常、前灯ディマー（減光）スイッチである。空気弁ではなく、電気フットスイッチである場合は通常、ミュージックホーンや電気笛（電気/電子警笛）スイッチとして割り当てられている。
そのため、電気笛またはミュージックホーンを装備した車両は、このペダルを浅く踏むと電気笛またはミュージックホーン、強く踏み込むと電気笛またはミュージックホーンに加え、空気笛を吹鳴させることができる。
変わったところでは、名古屋鉄道7000系「パノラマカー」では「空気笛」「電気笛」「音楽笛（ミュージックホーン）」にそれぞれ独立したペダルが割り当てられていた。阪急阪神ホールディングスに属する鉄道事業者（阪神電気鉄道を除く）や山陽電気鉄道が導入（建造）した近年の車両は、足元に空気笛ペダル、電子笛が手押しボタンという配置もある。また、東北本線上野駅 - 尾久車両センター間では 「北斗星」などの回送時に24系客車が先頭となる場合、推進運転を恒常的に実施するため可搬式警笛を用いていた。詳細は「尾久車両センター#推進回送」の項も参照。
自動列車運転装置 (ATO) を搭載した車両などで自動運転を行う場合は、ペダル側を格納して手押しボタンのみを使用することもある。
蒸気機関車の場合は、車種によって異なる。幹線用の大型テンダー機関車（D51形やC57形など）は本務機関士側のみにペダルが装備され、機関助士側からはテコ棒によって鳴らす構造であり、大型以外の機関車はテコ棒によって鳴らす構造である。
電気機関車とディーゼル機関車は概ね、レバーハンドル付笛弁のレバーハンドルを押下することで吹鳴できる。また、緊急列車防護装置（TE装置）を扱うことにより電磁弁から給気されて60秒間自動吹鳴される。
EF55型電気機関車などの場合、運転室上部に取り付けられた紐に赤い球体がついたものをした方向に引っ張ることで吹鳴できる。

#### 吹鳴の場所
警笛（汽笛）を鳴らす場面としては、次のような場合が挙げられる。
- 駅を発車する場合（通常の列車では、下に挙げるごく一部の事業者を除き省略されているが、臨時・回送列車では耳にすることもある。JRのローカル線や地方私鉄など、利用者が比較的少なく本数設定も僅少な路線であると、発車や到着の合図として扱う場合もある）小田急ロマンスカーの補助警報音が吹鳴できる形式では、駅到着時と発車時に吹鳴されることが多い。それに対して小田急30000形電車など、補助警報音を吹鳴出来ない形式は、警笛を吹鳴可能だが、吹鳴しないことが多い。
- 交通量の多い踏切や警報機、遮断機の設備がない踏切、対向列車とのすれ違い直後に通過せざるを得ない瞬間

（「離合負け防止」などと呼ばれる）
- 単線並列以上の線路本数があり、別線に先行列車が踏切通過している最中、または通過し終わった直後に踏切を自列車が通過する時(「すれ違い警笛」と呼ばれる)
- ある程度以上の距離を持つトンネルや、鉄橋の通過前（これらの施設はジョイント音の反響、風速などが強いため、徒歩巡回を行う保線員へ列車の接近を確実に予告する意がある）
- 保線工事が行われている場合
- 警笛吹鳴表示の存在する箇所（第4種踏切の手前など）
- 停車場外（駅間）で停車していた列車が発車する場合（信号機の停止現示からそれ以外の現示となり、発車する場合など）
- 優等列車など通過列車が駅を通過する場合（都市近郊駅においては列車案内装置の普及により、この場合での吹鳴は定期列車では減少傾向にあるが、臨時・回送列車、ホーム上の混雑がある場合、列車案内装置などからの予告に反して点字ブロックより内側へ退避しない利用客を運転士が目視で認めた場合など、適宜適切、効果的に用いる）
- 停車駅に到着する場合（主にラッシュ時などで混雑している場合、地下駅で曲線、勾配の直上、直下、直後に駅ホームが配置されている場合など）。ホームドアが設置された駅では、警笛吹鳴の頻度は減っているが、フルスクリーンタイプ以外のホームドア設置駅では、ホームドアに沿って歩く者やもたれかかる者、ホームドアの上に乗り出して列車撮影をする者などがいるため、鳴らすこともある。また歩きスマホやで前を見ていなかったり、ヘッドフォンの装着で入線アナウンスや列車の音に気付かず、点字ブロック上やその外側を歩く者に対して鳴らすことも多い。
- 推進運転、停止位置の修正に入る場合（逆行する場合も、順方向へ吹鳴する）
- 駅構内・車庫で入換を行う場合
- 駅構内・車庫における検査や試験を行う場合（機関車牽引列車の場合、前後に機関車を連結したプッシュプル方式や重連運転では、連結後に互いのブレーキテストを開始する際に吹鳴する）
- 駅構内において、列車の編成を複数から1本の列車に連結する作業を要する場合の続行列車（駅ホーム到着後、先行列車との併結作業に入る場合[29]）
- 上記に付随し、1本の列車から複数の列車編成として分割作業を済ませた後、解結作業後に同一ホームの後寄りから発車する列車の発車時
- 気動車・ディーゼル機関車のエンジン始動時
- 開業一番列車（式典列車）[30]
- 災害等で長期運休した後の試運転一番列車、復旧一番（式典）列車[31]
- 両車に運転士が乗務し、無線を用いない・または使用できない状況における機関車の重連運転やプッシュプル運転時、前方の機関車運転士から後方の機関車運転士へ指示を送る場合
- 非常制動時
- 人身事故および踏切の無謀横断・事故、架線・信号機トラブルなどで一時不通になった直後に、運転再開された列車が当該区間を通過する場合、万が一、線路上に残っている作業員や警察官、レスキュー隊、救急隊員に対し、列車の通過を知らせるため。
- その他の危険回避のため、非常事態、駅頭停車中の場合は係員の非常呼集（いずれも非常時。汽笛合図の項も参照）
- 哀悼の意（JR西日本では、2006年以降、毎年4月25日の9時18分前後に兵庫県尼崎市の福知山線脱線事故の事故現場を通過する、尼崎駅方面へ向かう電車は、ミュージックホーンをOFFにした状態で、必ずタイフォンを長く鳴らす（ただし、2020年、2021年は新型コロナウイルスの影響で追悼式典が中止され、警笛もなかった。2022年は追悼式典こそ行われたものの、2020年、2021年に続いて警笛は鳴らされなかった(なおそれ以降、2025年地点では列車自体は発生時刻にゆっくり通過するが警笛は鳴らさなくなっている)。また、信楽高原鐵道は1991年に発生した信楽高原鐵道列車衝突事故の慰霊の為に毎年5月14日の10時30分すぎに滋賀県甲賀市の事故現場付近の慰霊碑を通過する列車が長めの汽笛を鳴らしている。
- 鉄道愛好家や、小児（親子連れ）へのサービス（俗に「サービス警笛」などと呼ばれるもので、本来警笛を吹鳴する場所や状況でなくとも、撮影・録画者、沿線住民子息などへのサービスとして、発車時や通過時に警笛を（電子笛、ミュージックホーンなどが装備されていれば、こちらを優先して）比較的軽めに短く扱う場合がある。これは運転士・機関士の裁量による。蒸気機関車牽引列車は上述の構造上に加え、イベント列車でもある特性上、余程の苦情申し立てを恒常的に行う者の居所[32]付近でなければ、比較的頻繁に汽笛の取扱いを行う傾向にある。

#### 警笛のメーカー
- 三菱電機
- クラリオン
- ナブテスコ
- オジデン（電気笛ペダル部品）
- 日本電音
- 八幡電気産業
- TOAエンジニアリング
- ミツバ（JR北海道・関東鉄道など近年製作の各種気動車、阪急阪神HD鉄道事業者が装備する車両の電気笛） など

### イギリスの鉄道車両
鉄道発祥の地・イギリスの郊外列車・都市間列車・貨物列車で運用される車両においては、高音と低音のものが1本ずつ鳴り分け可能として装備されているのを耳にすることができる。同国の鉄道車両に範を得ているこの鳴り分け様式は日本でも京阪電気鉄道京阪本線系統の車両で採用例がある。

### 中国の鉄道車両

#### 中華人民共和国
中華人民共和国の鉄道においては、3和音（3連）の空気笛が主流。過去には、蒸気機関車にも3和音の空気笛（汽笛でなく、3連ホーン）を搭載するものが在籍した。

#### 香港
香港MTRの鉄道線においては、上水以北のごく一部を除き他の交通との立体交差が実現済みであること、乗務員室と客室との仕切りは全面が窓なしの壁であること、TASCと類似のシステムが導入されている路線や車両もあり、始終着駅ホームであっても運転士（当地では「車長」）は、一般客ホーム先の柵・ガラス扉などで囲われた場所にて乗務開始、交替、引き上げを行う業務運行が確立しており、基本的に旅客への接遇・案内は行わないため、事実上「依頼警笛」が不可能なことに加え、ホームドアの設置も進捗していることから、香港域内を走行する電車の場合、警笛の取扱いは保線施工区間手前、ホームドアなし駅の混雑時などに限られ、旅行者が意識して耳にできる機会は多くない。いっぽう香港トラム・軽鉄はフートゴングも搭載し、軽めの警告には前者、危急時あるいはフートゴング鳴動にも無反応と判断した場合は、強い警告を警笛で―といった要領で、車長の裁量で使い分けを行っている。併用軌道を持つこれら軌道系電車線は、比較的頻繁に警笛類の取扱いを行う傾向にある。いずれも装備するものは電気笛で、日本のダンプカーのものと似通った甲高い警告音である。

### ミュージックホーン
ミュージックホーンは、複数の音色で音楽を奏でる警笛を指す。日本の鉄道車両では、小田急ロマンスカー3000形「SE」車にオルゴールとして初めて採用された。のちに名古屋鉄道7000系「パノラマカー」や小田急電鉄3100形「NSE」車以降の特急車の大半にも搭載され、富山地方鉄道、遠州鉄道、静岡鉄道などで採用された。近年は事業者の方針により空気笛の補助機能として新規に採用する例もある。
エンドレステープ式を採用した小田急「SE車」以外は、「トランジスタ式」「IC式」ともに電子装置による演奏である。

#### 小田急電鉄
先駆けの3000形「SE」車はエンドレステープを用いた。小田急電鉄は「ミュージックホーン」を「オルゴール」と称する。導入経緯は「小田急3000形電車_(初代)#補助警報装置」に詳述がある。
同社は騒音問題を鑑みて一時はオルゴール装置の使用停止・装置自体の取り外しを進めた。「小田急ロマンスカーのSE・NSE時代」に詳述がある。50000形「VSE」車で復活し、2012年現在は下記の稼働中搭載車両が、同社線および箱根登山線内の始発駅・停車駅・終着駅で、入線・発車時に、儀礼鳴動する機会が多い。旋律の2連奏が多い。60000形「MSE」車の場合、東京メトロ千代田線内は使用制限はないが、JR御殿場線内は後述のJR東海の規定で使用を認めていない。使用はハンドル扱いを行う運転士の裁量による。
1983年に大井川鐵道へ譲渡された3000形「SSE」車は、同社の産業遺産保存方針から小田急時代のサービスのほとんどを復活させてオルゴールも復活したが、1987年に運用を離脱している。
- 就役中の搭載車両（すべて特急車両のみ）
  - 60000形「MSE」車
  - 70000形「GSE」車
- 過去の車両（すべて特急車両のみ）
  - 3000形「SE」「SSE」車
  - 3100形「NSE」車
  - 7000形「LSE」車
  - 10000形「HiSE」車
  - 20000形「RSE」車
  - 50000形「VSE」車

#### 京王電鉄
2017年に運行を開始した京王新5000系（以下京王5000系）が2018年2月22日に登場した有料特急である「京王ライナー」運用時に鳴らされる。京王5000系は2022年12月現在で現在6編成導入され、5編成導入時の2018年に、一編成目である5731Fは登場時に現在と異なる音色の音源を使用していた。京王ライナー運行開始直後の2018年3月頃に、「京王ライナーは夜間走行時に多く運用に充てられるため、大きい音を立ててミュージックホーンを鳴らすのは迷惑だ」と判断され、5731Fのミュージックホーンは5732から5735の物に変更された。2019年に新編成として5736Fが登場したが、ミュージックホーンは従来の物と変化はなかった。
吹鳴方法は、運転台のマスコン横のボタンを一度押すともう一度押すまで鳴り続ける。途中で止めることはできず、最後まで鳴り続けるのが特徴。足で弱く踏むと電子ホーン、足で強く踏むと大電子ホーンが鳴る。

#### 名古屋鉄道
ミュージックホーンという機構や着想について小田急電鉄に先を越された名古屋鉄道（名鉄）では、小田急のテープ式とは異なり、当時の最新技術であるトランジスタを採用した警笛であることを強調するため、ミュージックホーンを「トランジスタホーン」と謳い宣伝した。かつての名鉄では、高山本線直通列車用のキハ8000系を間合いで使用していた早朝の名古屋本線豊橋方面行き特急列車が、ミュージックホーンを連続で鳴動させながら走行していたことから、沿線住人はキハ8000系が奏でるミュージックホーンを毎日の時報代わりにしていたという逸話が残っている。また、沿線の学校ではドップラー効果の説明にミュージックホーンを用いることもあったという。
乗務員室の警笛類に関する機構は、「2連空気笛」（1000系列）または「電子ホーン+深踏みで2連空気笛」（2000系以降）の警笛ペダルと別個に、独立したミュージックホーンペダルが用意される。2000系およびそれ以降に就役した特急車両の場合は、ミュージックホーン演奏中に警笛ペダルを取り扱うと演奏キャンセル（鳴動中止）となる。これは、ミュージックホーンと電子ホーンの鳴動を1基のスピーカーで共用していることによる。
基本的な旋律に関しては、7000系デビューでの装備以降変わらないものとなっており（編成による「個体差」も数多い）、沿線住民や愛好家からは「どけよホーン」と呼ばれ親しまれている。これは、ミュージックホーンを大音量で鳴らしながら高速運転する特急の姿を見て、地元住民がいつしか「どーけーよー……」という、揶揄するような歌詞を付けるようになったものとされている。旋律の作者は、ミュージックホーンの製作を担当した小糸工業に依頼された作曲家であるとされる。名鉄は「旋律の著作権は自社にある」として具体的な氏名は伏せているが、7000系の開発に携わった名鉄OBの白井昭によれば「相当有名な人物」であるという。
その後、8800系から1230系までは大型スピーカー機器からビブラートを効かせたスローテンポなシンセサイザー調の旋律を奏でるものとなり、さらに1600系以降は一般的な電子ホーン機器からオクターブの高いトランペット調の旋律を奏でるものとなった。
前述の白井によると、ミュージックホーンの使用を開始してから10年ほど経った頃、名鉄社内で「10年一途では時代遅れ」との意見があり、旋律を変更するよう指示され進軍ラッパ調の旋律に変更した。しかし、乗客や沿線住民らから「このような曲はけしからん」と苦情が殺到して元の旋律へ戻した。
名古屋鉄道創業100周年を記念して特別塗装を施した1000系1007編成「ブルーライナー」は、ミュージックホーンも同社イメージソング『しなやかな風』の一節をアレンジした旋律が用いられ、通常運用では鳴動させることのない小駅（例：富貴駅など）を含む各駅への入線、発車加速時、駅間など、運転中における数多くの場面において、早朝・深夜以外は盛んに演奏の扱いをした。その後、特別塗装期間の終了時にミュージックホーンも標準の旋律に戻されている。
元来は遮断機などの保安機器が未整備の踏切が多い中、列車の接近を遠方から告知する目的で、走行中は常に演奏させることを前提に採用されたミュージックホーンではあったが、近年は騒音問題に加えて前照灯の昼間点灯が広まり、接近する列車の被視認性がある程度解決され、その必要性は薄まりつつある。そのため、名鉄の看板車両におけるシンボル的装備でありながら、演奏させる機会は現状では主要ターミナル駅のプラットホームへの進入や、混雑した駅を高速で通過する必要がある場合などに限られつつある。基幹駅の名鉄名古屋駅においてもかつては盛んに演奏を聞くことができたが、近年はその回数が減少、または演奏タイミングを早める（ホーム上にかからないよう、旋律を手前で演奏停止できるように取扱う）など、年を追うごとに使用する場面は減少傾向にある。
通常の警笛から独立している機構で、小田急ロマンスカーの儀礼的演奏や静岡鉄道の優等列車途中駅における使用など、他事業者の同様装備と比較すると「装備車両において必ず耳にすることが可能」ではなく使用の一切をハンドル扱いを行う運転士の裁量に任された特殊な警笛である。2000年まで道路との併用区間であった犬山橋のある犬山線・犬山遊園駅 - 新鵜沼駅間で、比較的高い頻度かつ連続した演奏・使用を聞くことができた。
いずれも基本的に全線で使用可能であるが、名古屋本線との共用区間となるJR飯田線内（豊橋駅 - 平井信号場間）では後述のJR東海との規定により使用が禁止され、前述の名鉄名古屋駅でもトンネル内の鳴動は禁止されている。
中京競馬場で行われる名鉄杯（オープン特別）では、ミュージックホーンをアレンジしたファンファーレが演奏される。このファンファーレは名鉄ブラスバンド部による生演奏となっているが、通常ファンファーレを生演奏する競馬のレースはGI競走が中心となる。また、中央競馬で独自のファンファーレが用いられるのも名鉄杯以外では宝塚記念のみである。その他、かつてのCBCラジオの番組「おはようCBC」内のコーナーでは、名鉄の生CMの冒頭でミュージックホーンが流れていた。プロ野球の私設応援団が試合中に演奏することもある。
2016年1月14日付けでその旋律を「音」の商標として出願していたが、2018年2月に特許庁から却下された。
- 就役中の搭載車両
  - 1200系
  - 2000系
  - 2200系
  - EL120形 - 廃車となった1600系からの部品流用[要出典]
- 過去の車両
  - 7000系
  - 7500系
  - 7300系
  - 8800系
  - 1000系
  - 1030系・1230系
  - 1600系
  - 1700系 - 1600系からの改造車
  - キハ8000系
  - 7700系
  - モ900形・ク2300形・ク2320形 - 瀬戸線特急

#### 近畿日本鉄道
- 16200系電車
  - 現在同車のみに装備されており[37]、曲目はハイドン:交響曲第101番「時計」第2楽章をアレンジしたものである。しかし、ミュージックホーンは約30秒と長い時間流れるため、走行中は通常装備の電気笛・空気笛のみ使用され、ミュージックホーンは駅停車中に繰り返し鳴らされているだけである。このため、これは厳密にはミュージックホーンと言えないもので、どちらかというとBGMスピーカーのようなものである。

#### 静岡鉄道
- 1000形
- A3000形
  - 急行運転する場合に途中駅で使用。オリジナルの旋律を奏でる。2011年10月、平日ダイヤ朝の通勤通学時間帯において15年ぶりに「急行」（下り新清水行き）が再設定され、同時に「通勤急行」（上り新静岡行き）が新設されたことにより、途中駅進入時において乗客への識別・注意喚起目的で使用されているが、沿線周辺住民から騒音問題として惹起されたため、午前7時以降に使用することとし、音量は往時と比較して抑え気味の設定としている。1996年の急行列車廃止に伴い一度は使用されなくなったミュージックサイレンを「復活」させたものである。1000形乗務員室の機器配置については、デビュー当時は足元に専用のペダルが割り当てられていたものの、急行列車の設定廃止で単音鳴動の電気笛ペダルとして回路変更されたため、現在では乗務員室コンソールスイッチの「急行」および清水寄りエンドの「電子警報」を「ON」位置にした上、運転席デスク上に配置された黄色ボタンを指で1度押すことで、自動的に旋律を2連奏して鳴動停止する。上り通勤急行日吉町駅入線時は、次停車駅が終着の新静岡であるため使用を省略する場合がある。また、両端駅進入時および、駅施設直近以外の駅間において取り扱うことは通常ない。過去には300形ほかにも搭載されていた。

#### JRグループ

##### 東日本旅客鉄道（JR東日本）
JR東日本では、次のような車両に搭載されている。
- 就役中の搭載車両
  - 日光・きぬがわ用253系
  - 踊り子用E257系
  - 成田エクスプレス用E259系
  - ひたち・ときわ用E657系
  - あずさ・かいじ用E353系

などの特急形車両・ジョイフルトレイン、
- E491系交直流電気・軌道総合試験車 (East i-E)

に採用している。同社の電車型ジョイフルトレインも、253系等と同様の旋律を鳴動可能。
- 過去の車両
  - スーパービュー踊り子用251系
  - きらきらうえつ用485系700番台

上記の車両は「レ・ラ・ファ＃・レ・ラ・ファ＃・ラ・レ」の旋律を奏でる。
- しおさい・さざなみ・わかしお用255系
- スーパーあずさ用E351系

上記の車両は「ファ・シ♭・レ・ファ・シ♭・レ・シ♭」の旋律を奏でる。
- サフィール踊り子用E261系

上記の車両は、他の車両とは異なる「ミ・レ・ミ・シ・ド♯・ミ・ラ」の旋律を奏でる（作曲は福嶋尚哉）。
一部の車両には補助警報の他に通勤・近郊型電車と同様の電気笛も鳴動可能であり、運転台のスイッチで、補助警報・電気笛の切り替えを行う。
いずれの機構も、乗務員室警笛ペダルの浅踏みで「補助警報演奏」、深く踏みこむと「補助警報+空気笛」。

##### 西日本旅客鉄道（JR西日本）
- サンダーバード・しらさぎ・ダイナスター・能登かがり火・おはようエクスプレス・おやすみエクスプレス・びわこエクスプレス用681系・683系（元北越急行車を含む）
- はるか用281系・271系
- くろしお用283系
- こうのとり・きのさき・まいづる・はしだて・くろしお用287系・289系
- サンライズ瀬戸・サンライズ出雲用285系（JR東海保有の3000番台含む。旋律および乗務員室警笛ペダルの機構は、同系0番台と同一）
- TWILIGHT EXPRESS 瑞風用キハ87系寝台気動車
- はなあかり用キハ189系7000番台
- 207系以降の通勤・近郊形電車（321系・323系・125系・223系・225系・227系・521系などの通勤・近郊・一般形電車）など、京阪神・北陸・岡山・広島地区路線に配属された、同社発足後に就役したVVVFインバータ制御車の全系列。
  - 補助警報のスイッチを切って空気笛のみを鳴らすことも可能（前述）。
  - TWILIGHT EXPRESS 瑞風用キハ87系寝台気動車は落成時は他系列の特急型車両と同じミュージックホーンを搭載していたが、営業開始時にホイッスル風の電子警笛に変更された。この電子警笛は初代「トワイライトエクスプレス」の牽引機であるEF81形の汽笛を録音したものである。
  - はなあかり用キハ189系7000番台は童謡「ちょうちょう」のミュージックホーンが搭載されており、駅発車時などに車載メロディとして使用されている。
  - 521系は北陸本線第三セクター3社（IRいしかわ鉄道・あいの風とやま鉄道・ハピラインふくい）への移管に伴う譲渡の際も旋律・機構共に無改造のまま残され、自社発注分にも装備されている。

いずれの機構も、乗務員室警笛ペダルの浅踏みで「補助警報演奏」、深く踏みこむと「補助警報+空気笛」。

##### 四国旅客鉄道（JR四国）
- キハ58系気動車の一部
  - 国鉄時代の1963年から1969年頃まで、当時の四国総局に配備された車両の一部に第4種踏切の事故対策として「ミュージックサイレン」を搭載していた。
  - この「ミュージックサイレン」装備車は、識別のために車体前面にキハ82系に似たヒゲ状の朱色の帯が塗装されていたが、装置の撤去後は塗装も元に戻された。キハ58系の完全退役を前にした2008年に、残っていたキハ58の1両にこの「ヒゲ付塗装」が再現された。
- 快速「マリンライナー」用5000系
  - JR西日本223系5000番台とは系列付番こそ異なるものの、共通設計の車両であり、混結運用も有し、運転取扱い上も同一機構とする必要上で搭載。旋律および乗務員室警笛ペダルの機構は、JR西日本223系と同一。

- 「伊予灘ものがたり」用キハ47形
- 「四国まんなか千年ものがたり」用キハ185系

出発時と駅到着時に用いる。警笛よりもBGMに近い。それぞれ旋律は別のもの。

##### 九州旅客鉄道（JR九州）
- 「海幸山幸」用キハ125形400番台
  - 出発用と到着用の2種類が用意されている。出発用は発車メロディーとしても用いる。作曲は向谷実。

#### 秋田内陸縦貫鉄道
- AN-2000形

#### 天竜浜名湖鉄道
- TH9200形
  - 同型式はイベント対応車両でもある。PATLITE製の電子音報知器が搭載されており、内蔵されているメロディIC（PATLITEのBA0060。EPSONのSVM7571のOEM品）には「アマリリス」「交響曲第40番」「静かな湖畔」「山の音楽家」「愛のロマンス（禁じられた遊び）」「カチューシャ」「ピンポン」「ピピピピピピ」が収められている[38]。運行中の楽曲変更はできない。同型式はミュージックホーン搭載と引き換えに、同社他車両に標準装備される電気笛の装備が省略されている。同装置が東武鉄道の葛生駅の信号開通メロディで使われているほか、同社他駅でもかつて使用されていた。

#### 肥薩おれんじ鉄道
- HSOR-100形のHSOR-151・152
  - 2両ともイベントや貸切専用車両として製造されたために装備されており、曲目は151川内側は「おもちゃのチャチャチャ」、151八代側.152は「ハッピーバースデー」が流れる。現在では一般運用に就いている。スイッチは運転台にあり、ONにするとOFFにするまで流れ続ける仕組みである。音源はセイコーエプソンのSVM7571C6Hであり、他に「ミッキーマウスマーチ」「小さな世界」「森のくまさん」「こんなこいるかな」「シューベルトの子守歌」「赤鼻のトナカイ」が内蔵されている[39]。

#### 首都圏新都市鉄道
- TX-1000系
- TX-2000系
- TX-3000系
  - 「ド・ミ・ソ・ド・ソ・ラ・ファ・ソー」の旋律（モーツァルト作曲のオペラ『魔笛』の中の「夜の女王のアリア」の2曲目「復讐の炎は地獄のように我が心に燃え」からの引用）を奏でる。鳴動を電気笛か補助警報とするかは、運転士の裁量による。

#### 京成電鉄
- 新AE形
  - 作曲は向谷実。乗務員室の警笛ペダルは1本のみで、運転席にある切り替えスイッチにより、電気笛とミュージックホーンの鳴動を選択する。

#### 京王電鉄
- 5000系（2代）
  - 作曲は福嶋尚哉。京王ライナーでの運用時に使用される。

#### 長野電鉄
- 2100系「スノーモンキー」
  - 元JR東日本253系に搭載されていたものを機構、旋律ともに無改造で引き継いだ。

#### 軌道事業者など

##### 宇都宮ライトレール
- HU300形
  - 曲名は「Light Summer（らいさま）」。作曲は福嶋尚哉。

##### その他
- 以下の軌道形車両は、すべて同一旋律の補助警報を持つ。小田急電鉄のものと比較すると、より「オルゴール」に近く、短く簡潔なメロディである。
  - 札幌市交通局・市内電車の旅客用全車両。
  - とさでん交通の旅客用一般電車。
  - 伊予鉄道・松山市内線すべての電車。
  - 鉄道総研LH02形電車
  - SWIMO

#### 現在は聴取困難・聴取不可なミュージックホーン

##### 遠州鉄道
- 30形34F
  - 搭載されたが、すぐに撤去された。同編成は既に廃車となっている。旋律と音色は名鉄パノラマカーと同一のものであった。

##### 上信電鉄
- 6000形
  - 通常の営業運転においては使用されない。旋律は、JR東日本の253系・E257系などと同一（テンポ違い）。1000形にも搭載されていたが撤去済み。

##### 東京都交通局
- 上野懸垂線40形
  - 旋律は、JR東日本の251系・253系・E257系などと同一（テンポ違い）であった。

##### 江ノ島電鉄
- 1000形2次車（1101F）
  - 2012年春ごろ試験的に一時期搭載され、道路との併用区間である江ノ島駅 - 腰越駅間で用いられるも同年中に撤去済み。旋律は楽曲「好きです江ノ電」の歌い出し部をループさせたオルゴール調のものであった。

##### 富山地方鉄道
- 10020形
- 14760形
  - それぞれ一部の編成に搭載されたが、1990年代後半までに撤去されている。機器は名鉄キハ8000系気動車のものと似た形状の筺体を先頭部屋根上に設置、オリジナルの旋律であった。

##### 福井鉄道
- 静岡鉄道から譲受した300形
  - 旋律は、静鉄時代から引き継いだミューックサイレン主旋律を消去したものであった[40]。転属時にホーン箱の吊り下げ方法が、移籍前の横吊りから縦吊りに変えられていた。

##### WILLER TRAINS
- 特急「タンゴエクスプローラー」用KTR001形（所有は北近畿タンゴ鉄道）
  - 旋律は「虹の彼方に」をオルゴール調にしたものであった。音楽は運転台にあるスイッチをONにするとOFFにするまで繰り返し吹鳴された。同車は北近畿タンゴ鉄道運用時代の2013年3月16日に定期運用から離脱した頃に撤去された。音源はセイコーエプソンのSVM7920CPもしくはSVM7920EYであった。

##### 九州旅客鉄道（JR九州）
- 883系以降の振り子式特急用電車
  - 営業運転での使用はなく、業務・催事時（振り子機能を観衆の前で強制実演する際など）にのみ使用。この音楽は、ペダルで鳴らすのではなく、助手席側のコンソールボックス内にスイッチがある。

##### 北越急行
- 681系2000番台・683系8000番台
  - JR西日本が所有する同系列と共通設計の車両であり、運用も特急「はくたか」を中心に混用、運転取扱い上も同一機構とする必要上で搭載。旋律および乗務員室警笛ペダルの機構は、JR西日本所有の同系車両と同一。「はくたか」の運用終了後は全車JR西日本に譲渡。

#### ミュージックホーン含む電子警笛を禁止している事業者

##### 東海旅客鉄道（JR東海）
同社は内規・協定で、同社線へ乗り入れあるいは線路の共用を行う他社車両の電気笛・ミュージックホーン（JR東日本・JR西日本・小田急電鉄・名古屋鉄道の車両）の鳴動を「警笛を取り扱った」とは認めていない（自社発注・自社管理の車両に、電子警笛・電気笛類の搭載が皆無なのはこのため）。名古屋鉄道の名古屋本線東端を運転する列車を例に取ると、JRとの共用区間である飯田線・豊橋駅 - 平井信号場間でミュージックホーンや電子警笛を単独で扱うことは（誤用を除き）なく、作業中標識や列車見張員に警笛の使用を求められる場合は、空気笛が吹鳴するまで警笛ペダルを強く踏み込むのが正規の運転取扱いである。また、名鉄パノラマカー運用時は同車の構造上、運転席から先頭下部に死角ができるため、対策として発車時に電気笛を扱うことが義務付けられていたが、豊橋駅発車時は上述の協定どおり空気笛の吹鳴であった。

#### 韓国の鉄道車両におけるミュージックホーン
首都圏電鉄、ソウルメトロで近年就役した車両、200000系ムグンファ形などに、日本でも耳にすることのできる一般的なAW-5（類似）空気笛などと併載した装備例がある。旋律となる原曲は、いずれも韓国童謡「自転車」。「タルルン、タルルン、ピキョガセヨ」、「チャジョンゴガ、ナガムニダ、タルルルルン」（日本語カナ転写歌詞）のすべてを鳴動させるもの、前半のみで後半部の鳴動は無い車両、テンポ違い、音階・音色違いなど、いくつかのバージョンが存在する。

## 航空機
旅客機には、グランドハンドリングを実施している地上職員を呼び出したり、警告したりするために、操縦室から警告音を鳴らせるボタンが存在している。名称は航空機メーカーによって異なるが、「GRD CALL」「RAMP HORN」などと称される。